# Hana Krupková
Hana Krupková, rozená Zýková (31. května 1921 v Chotěboři – 16. dubna 1997 v Puchheimu (Německo)), byla česká odbojářka.
V roce 1940 se jako devatenáctiletá seznámila v Pardubicích s Václavem Krupkou. Krupka byl původně vojákem z povolání (poručík jezdectva) v prvorepublikové československé armádě. Po obsazení republiky, nastolení Protektorátu Čechy a Morava a rozpuštění československé armády byl pracovně zařazen do Východočeského elektrárenského svazu. Po krátké známosti následovala svatba a společný život v Pardubicích. Hana se prostřednictvím svojí kamarádky Taťány Hladěnové dostala do kontaktu s velitelem para-výsadku Silver A Alfrédem Bartošem a spolu se svým manželem Václavem začala členům tohoto výsadku pomáhat. Václav Krupka a jeho manželka Hana se později dostali do rukou gestapa vinou parašutisty Karla Čurdy (příslušník výsadku Out Distance). Ten zradil své kamarády a gestapu prozradil i jména lidí, kteří výsadkářům pomáhali.
Hana Krupková tehdy vsadila na své ženské vnady a „byla po vůli“ vyšetřovateli – kriminálnímu radovi pražského gestapa Wilhelmu Schultzemu. Tím zachránila život sobě i svému manželovi, který se o tom dozvěděl až po skončení druhé světové války.
Po druhé světové válce byla Hana Krupková několikrát vyslýchána, vězněna a za spolupráci s gestapem (působila za války jako konfidentka gestapa v jinonické továrně Walter) nakonec odsouzena ke třem letům žaláře. V květnu 1947 se Václav Krupka se svojí těhotnou manželkou rozvedl a dále pokračoval ve své kariéře vojáka z povolání. Při neúspěšném pokusu o emigraci do Německa se Hana Krupková dostala do hledáčku Státní bezpečnosti (StB) a důmyslnou "zpravodajskou" hrou byla nakonec přinucena (v únoru 1949) podepsat spolupráci s StB. Přibližně šest let (1955 až 1961) pak pracovala pro StB pod změněnou identitou jako Jana Králová v Dopravním podniku v Praze.
Po srpnu 1968 legálně přesídlila do Spolkové republiky Německo (SRN) a provdala se tam. Její bývalý manžel Václav Krupka zemřel v roce 1994 v Praze. Hana Krupková-Schusterová zemřela v německém Puchheimu (na předměstí Mnichova) o tři roky později (1997).

## Životopis
V roce 1932 začala Hana Zýková navštěvovat gymnázium v Pardubicích. Tou dobou byli již její rodiče pět let rozvedeni. Matka Hany Zýkové se v roce 1932 znovu provdala a následovala svého manžela do Užhorodu. Hana Zýková zůstala v Pardubicích u své babičky a dědečka (z matčiny strany). Když ve třetím ročníku gymnázia propadla z němčiny, přešla do měšťanské školy. Po skočení měšťanské školy (1937) pokračovala ve studiu na dvouleté obchodní škole v Pardubicích. Po jejím skončení (1939) chtěla nastoupit do zaměstnání. V roce 1939 se do Pardubic vrátila její matka a nevlastní otec. Hana Krupková měla absolvovat půl roku trvající kurz vaření ve škole Vesna. Ještě během studií na Vesně, v únoru 1940, se Hana Zýková na taneční zábavě v pardubickém hotelu Grand seznámila s Václavem Krupkou.

### Hana Zýková a Václav Krupka
Václav Krupka byl původně vojákem z povolání (poručík) v prvorepublikové československé armádě. Po obsazení republiky, nastolení Protektorátu Čechy a Morava a rozpuštění armády byl pracovně zařazen do Východočeského elektrárenského svazu. Krupka tehdy stanul před rozhodnutím, zda odejít z protektorátu za hranice nebo zůstat a oženit se. Nakonec se po tříměsíční známosti dvacetišestiletý Václav Krupka dne 19. června 1940 oženil se sotva devatenáctiletou Hanou.

### Silver A
Paradesantní výsadek Silver A uskutečněný 29. prosince 1941 změnil natrvalo osudy manželů Krupkových. Hanina kamarádka Taťána Vraněšicová pocházela z rodiny známého pardubického obchodníka. Provdala se za Františka Hladěnu. Tento bývalý plochodrážní závodník zastupoval firmu Škoda a (mimo jiné) pracoval pro pardubické gestapo jako odhadce konfiskovaných aut. Začátkem ledna 1942 se manželé Krupkovi prostřednictvím Taťány dozvěděli, že se u Hladěnů skrývá parašutista Motyčka (nadporučík Alfréd Bartoš - velitel výsadku Silver A). (Alfréd Bartoš se znal s Václavem Krupku z předválečné vojenské služby.) Setkání a nabídka Františka Hladěny, aby manželé Krupkovi začali spolupracovat s parašutisty byla jen otázkou času. Hana a Taťána fungovaly jako spojky a brzy se seznámily i s ostatními členy para-výsadku - Josefem Valčíkem a radiotelegrafistou Jiřím Potůčkem.

### Pobyty v Praze
Při pobytech a návštěvách v Praze používali manželé Krupkovi a Alfréd Bartoš různá místa:
- V dnes již neexistujícím domě (na adrese Vršovická 962) bydleli manželé Karel Sedlák a Soňa Sedláková. V první polovině roku 1942 v jejich bytě několikrát přespal Alfréd Bartoš a také tento byt užívali Hana Krupková a Václav Krupka.[6]
- Václav Krupka měl v Praze strýce a tetu (Bohumil a Věnceslava Česnekovi). Jejich byt (na adrese: Čerchovská 2129/3, 120 00 Praha 2 – Vinohrady, německy se za protektorátu ulice jmenovala Schwarzkoppenstrasse) používal na jaře roku 1942 jako jednu z pražských záchytných adres Alfréd Bartoš. Poprvé zde byl Alfréd Bartoš s Václavem Krupkou zřejmě 20. března 1942, tedy v den schůzky Bartoše s Morávkem v Chotkových sadech, při které Václav Krupka vojensky "jistil" Bartoše.[6]

### Václav Morávek (20. března 1942 – 21. března 1942)
Prostřednictvím Zdeňky Bočkové – manželky plukovníka Bohumila Bočka navázala Hana Krupková kontakt s domácím odbojem, konkrétně se štábním kapitánem Václavem Morávkem (ten pak měl osobní kontakty s agentem A-54 Paulem Thümmelem).
Klíčová schůzka Alfréda Bartoše s Václavem Morávkem se odehrála v Praze na Klárově v Chotkových sadech dne 20. března 1942 ve 23.00 hodin. Bartoš předal Morávkovi pět fotografií parašutistů určených pro nové falešné osobní doklady. (Kromě fotografie Alfréda Bartoše, Josefa Valčíka a Jiřího Potůčka tam byly ještě dvě další podobenky osob.) Morávek protistraně předal depeše určené pro Bartošovu vysílačku Libuši (v nich mimo jiné navrhoval zorganizování útěku pro prozrazením ohroženého agenta A-54).
Když byl štábní kapitán Václav Morávek 21. března 1942 večer nedaleko zastávky Prašný most zbaven života, nalezlo u něj gestapo fotografii Josefa Valčíka určenou k výrobě falešné protektorátní legitimace. (Tou dobou Josef Valčík pracoval jako číšník v pardubickém hotelu Veselka.) Jeho "ponor" do ilegality byl rychlý a následně vystřídal několik úkrytů. Nakonec přešel (v polovině dubna 1942) natrvalo do Prahy. Tady pak svoje další osudy spojil s dvojicí parašutistů Jozef Gabčík (Anthropoid) a Jan Kubiš (Anthropoid).

### V Pardubicích
Hana Krupková zajišťovala spojení mezi Josefem Valčíkem a Alfrédem Bartošem. Doma v Pardubicích pak samotnému Alfrédu Bartošovi často pomáhala při dešifrování a šifrování zpráv do Anglie. Když se Alfréd Bartoš musel v polovině února 1942 odstěhovat od Hladěnů, pobýval krátký čas v Dašicích (město asi 10 km východně od Pardubic) a nakonec nalezl azyl v pardubickém bytě (v Pernerově ulici) u manželů Krupkových. Od té doby se byt manželů Krupkových stal centrem ilegální činnosti Alfréda Bartoše.

### Atentát na R. Heydricha
Dne 27. května 1942 (v den atentátu na R. Heydricha) se Alfréd Bartoš v Pardubicích u Krupků vzpamatovával z úpalu, který si způsobil předchozím neopatrným opalováním. Velké horečky mu léky srážela Hana Krupková, která mu dávala i injekce. Odpoledne téhož dne byla Hana Bartošem vyslána do Prahy, aby u Josefa Valčíka (bydlícího v Biskupcově ulici u Moravcových) zjistila, co se přesně v Praze událo. Povšechné informace přivezla Hana na druhý den (28. května 1942). V následujících čtrnácti dnech přijímal Bartoš u Krupků celou řadu návštěv z Prahy. Získal obraz o dění v Praze: několik výsadkářů z různých disentů, kteří žili v ilegalitě na různých místech v Praze, se postupně přesunulo do kostela v Resslově ulici.
Cestou z Brna (kde sháněla konzervy pro parašutisty) se v Pardubicích v bytě u Krupků zastavila i Marie Moravcová. Moravcová se obávala prozrazení a proto požádala Bartoše o ampulku jedu. Bartoš přiměl Hanu Krupkovou, aby Moravcové vydala svojí ampulku. Marie Moravcová pak jed ukryla do bříška pavoučka, kterého nosila jako brož. (Za několik dní jed Marie Moravcová skutečně v kritickém momentu použila. Když byla 17. června 1942 po čtvrté hodině ranní zatýkána ve svém bytě, uprosila jednoho z gestapáků, aby ji pustil na toaletu, kde ampulku s jedem rozkousla.)
Ne zcela doléčený Alfréd Bartoš se rozhodl odejít od Krupků a organizovat ilegální činnost z jiného místa. Dne 16. června 1942 odjeli manželé Krupkovi na krátkou dovolenou do Police nad Metují, kde hodlali vyčkat než se situace uklidní.

### Intermezzo – Karel Čurda
Dne 16. června 1942 přišel do bytu manželů Josefa a Marie Svatošových (na adrese: Melantrichova 463/15; 110 00 Praha 1 – Staré Město) hned po svém návratu do Prahy parašutista Karel Čurda (příslušník výsadku Out Distance). Byt opustil před 12.00 hodinou a rovnou odsud odešel do Petschkova paláce. Tady se v hlavní úřadovně pražského gestapa dobrovolně přihlásil a vypověděl vše nejen o svém výsadku, ale i o dosavadních pomocnících parašutistů. Karel Čurda vyzradil úkryt u Svatošových, Hanu a Václava Krupkovy z Pardubic, manžele Moravcovy z Biskupcovy ulice a dále pak všechny, kteří ho v Protektorátu Čechy a Morava ubytovali. (Manželé Svatošovi byli s celou rodinou téhož dne zatčeni a všech šest členů jejich rodiny bylo popraveno v KT Mauthausenu dne 24. října 1942.)

### Zatčení manželů Krupkových
V hotelu Pejskar v Polici nad Metují, kde se (na radu Bartoše a pozvání továrníka Katchnera) ubytovali, je však hned druhého dne brzy ráno (17. června 1942) zatklo gestapo. Byli okamžitě převezeni do Petschkova paláce - sídla pražského gestapa. Byl to parašutista Karel Čurda (z výsadku Out Distance), který na gestapu dobrovolně promluvil a prozradil (kromě mnoha jiných) i manžele Krupkovi, u kterých v Pardubicích (krátce po svém seskoku) v březnu 1942 bydlel.

### Hana Krupková a Wilhelm Schultze

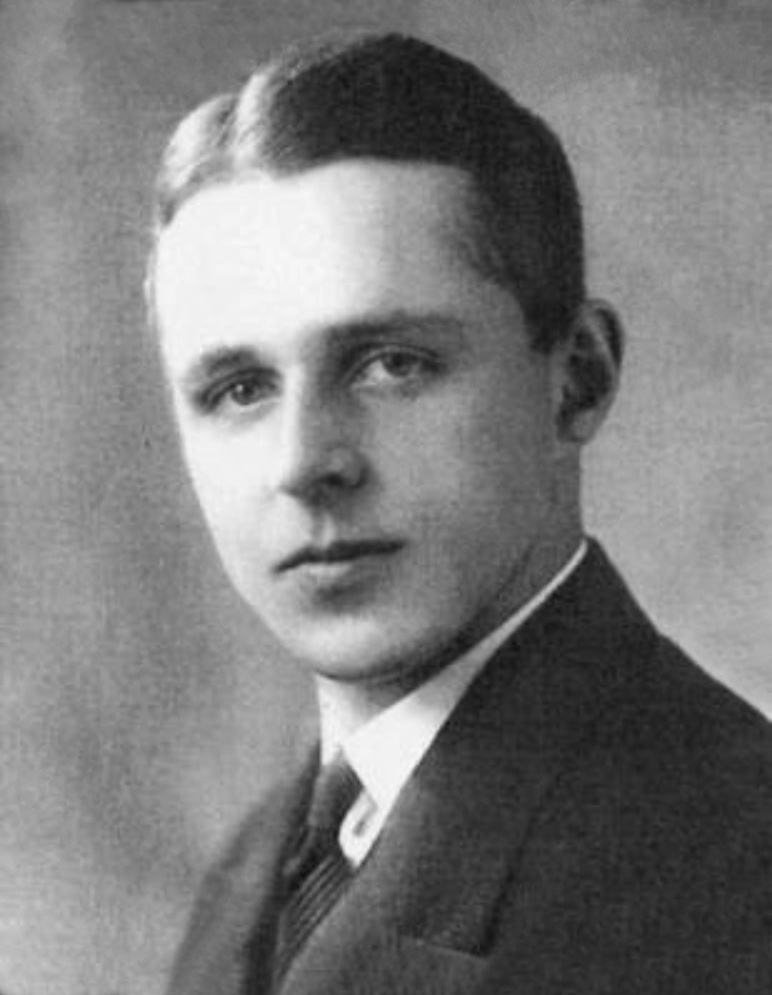
Wilhelm Schultze

Večerní výslech (v noci ze 17. června 1942 na 18. červen 1942) Hany Krupkové v Petschkově paláci vedl šéf kontrarozvědného oddělení Wilhelm Schultze. Kriminální rada Schultze s Hanou jednal velice slušně. Dal přinést jídlo, kávu a cigarety. Hana byla pohledná mladá žena a mezi ní a Schultzem došlo k intimnímu sblížení. Wilhelm Schultze jí slíbil záchranu a přislíbil zachránit i jejího manžela. Když bylo po aktu, odešel Schultze do vedlejší místnosti. Otevřenými dveřmi Hana, ležící na pohovce, slyšela celý výslech svého manžela i co vypovídal. Wilhelm Schultze dodržel svůj slib.

### Věznění a konec války
V dalších měsících střídavě pobývala Hana Krupková v samovazbě na Pankráci a v terezínské Malé pevnosti. Na začátku ledna roku 1943 byla náhle odvezena ke kadeřníkovi. Potom byla Hana Krupková předvedena na krátkou audienci ke K. H. Frankovi do Černínského paláce. Následně byla propuštěna s tím, že nastoupí do zaměstnání v jinonické Waltrovce. Tady měla pracovat (nejspíše jako informátorka) pro gestapo. Druhou světovou válku Hana přežila. Jak ukázalo poválečné vyšetřování v továrně, Hana Krupková během posledních dvou válečných let nikoho gestapu neudala.
Václav Krupka byl od listopadu 1942 vězněn v Pankrácké věznici. I on byl předveden ke K. H. Frankovi, kde dostal na výběr buď vstoupit do SS a na frontě v řadách německé armády odčinit svoji účast v československém odboji nebo být deportován do koncentračního tábora. Krupka sice zvolil druhou možnost (KT Mauthausen), ale po intervenci jeho ženy Hany (u Fridricha Wintera z centrály gestapa) byl Václav nakonec (v listopadu 1943) poslán do Flossenbürgu. Tady se dočkal konce druhé světové války. Ze spolupracovníků parašutistů vyslýchaných gestapem přežili 2. světovou válku pouze Karel Čurda, Hana Krupková a Václav Krupka.

### Po skončení druhé světové války
Už dne 9. května 1945 dvojice mužů – příslušníků Revolučních gard – zatkla Hanu Krupkovou v jejím bytě. Byla převezena na policejní ředitelství a od července 1945 vyslýchána pracovníky OBZ (Obranného zpravodajství). Hana Krupková čelila podezření z udavačství a navíc jí byl kladen za vinu i podíl na tragickém osudu vypálené (24. června 1942) obce Ležáky na Chrudimsku.
Na konci května 1945 byl (po návratu z koncentračního tábora) zatčen i Václav Krupka. Oba byli podezřelí ze zrádcovství (kolaborace), oba byli vyšetřováni a oba byli v červnu roku 1946 (každý v jiném vagóně) převezeni do Chrudimi. Zde byli znovu vyslýcháni a čekali na soudní proces, který se ale nakonec nekonal.

### Propuštění a setkání
Místo soudu byl Václav a Hana Krupkovi propuštěni. Setkali se spolu poprvé až v prosinci roku 1946. Václav Krupka vyčetl své ženě nevěru s kriminálním radou pražského gestapa Wilhelmem Schultzem. (O nevěře své ženy se Krupka dozvěděl až po skončení druhé světové války.) Protože Václav Krupka usiloval o opětné přijetí do československé armády, byl ochoten na manželčinu nevěru zapomenout a žít s ní opět v řádném manželském svazku.

### Mimořádný lidový soud a další věznění
Obsílku k Mimořádnému lidovému soudu (MLS) obdržela Hana Krupková v lednu 1947. Navzdory faktu, že v jinonické Waltrovce nikoho neudala, byla odsouzena ke tři roky trvajícímu těžkému žaláři za to, že v továrně Walter působila poslední dva roky války jako konfidentka gestapa. Na statku v Běchovicích, kde si odpykávala trest, jí Krupka navštěvoval a vozil jídlo a cigarety. Díky úplatné dozorkyni mohli manželé trávit určitý čas návštěvy o samotě. Při třetí takovéto Krupkově návštěvě přišla Hana do jiného stavu. Václav Krupka považoval jiný stav své ženy za komplikaci ve svém úsilí dosáhnout rozvodu, který by mu umožnil pokračovat ve vojenské kariéře. Manželé Krupkovi byli rozvedeni v květnu 1947; syn Pavel Krupka se narodil ve vězeňské nemocnici v říjnu 1947. Ačkoliv Hana Krupková vícekrát žádala o přerušení nebo prominutí zbytku trestu, musela jej dokončit. Byla propuštěna na svobodu 13. července 1948.

### Pokus o emigraci
Poté, co se dozvěděla, že se chystá obnovení trestního řízení v případu "Krupkovi", se Hana Krupková rozhodla emigrovat z Československa. Odjela do Žamberka, kde v místní posádce sloužil její bývalý manžel Václav, a navrhla mu společný útěk. Václav Krupka ale na její nabídku nepřistoupil, po jejím odchodu dostal strach, obával se, že se jedná o provokaci a návštěvu své bývalé ženy oznámil na SNB.
Hana se s pomocí o zprostředkování odchodu do Německa obrátila na svoji spoluvězeňkyni (z roku 1946) Milenu Markovou. Krupková doufala v mírný trest a po rozsudku MLS chtěla následně republiku ilegálně opustit. S odchodem za hranice poněkud váhala, nechtělo se jí opustit svého malého synka - Pavla Krupku.

### Do akce se vložila Státní bezpečnost
Hana Krupková ovšem nevěděla, že Milena Marková se po svém propuštění z vězení stala agentkou Stb. Marková rozehrála s Krupkovou "zpravodajskou" hru: Tvrdila Haně, že u MLS dostala trest smrti, aby tím urychlila její rozhodnutí k emigraci. (Ve skutečnosti byla Krupková MLS v nepřítomnosti odsouzena k 10 letům odnětí svobody.) Byla to Milena Marková, která "zorganizovala" dne 29. října 1948 cestu na hranice. Tady se uskutečnila fingovaná přestřelka, při níž byla Hana Krupková zatčena a převezena do věznice v Ruzyni.

### Josef Richter a Hana Krupková
Hanu Krupkovou vyslýchal pracovník II. sektoru StB Josef Richter. Neustále byla držena v domnění, že je odsouzena k trestu smrti. Richter Hanu posléze získal ke spolupráci s StB, protože spolupráce se Státní bezpečností se jí jevila jako jediné východisko ze situace, v níž se ocitla. Vázací slib s StB podepsala v únoru 1949. Během vazby se s Josefem Richtrem natolik sblížili, že mezi nimi vznikl úzký až intimní vztah.

### Hana Krupková ve službách StB
Pod falešnou identitou (občanský průkaz na jméno Jana Králová) byla Hana Krupková v roce 1955 nasazena do zaměstnání u Dopravního podniku v Praze. Při náhodném setkání se svým bývalým mužem Václavem Krupkou v roce 1961 na pražském náměstí Republiky byla dekonspirována. Pro StB tímto ztratila hodnotu a byla jí vrácena její původní identita.

### Legálně mimo republiku
Do Spolkové republiky Německo se legálně Hana Krupková vystěhovala až po sovětské invazi spojeneckých armád Varšavské smlouvy do Československa v roce 1968. V Německu se provdala za Čecha Ivo Schustera.

### Závěr
Václav Krupka byl po Sametové revoluci (po roce 1989) rehabilitován; zemřel (ve věku 79 let) v roce 1994. V červnu roku 1996 navštívila Hana Schusterová (Šusterová) město Pardubice, aby si zde v doprovodu badatele Jaroslava Čvančary prohlédla důvěrně známá místa. O rok později jako 76letá zemřela v německém Puchheimu na předměstí Mnichova.